# Thamserku
Der Thamserku ist ein Sechstausender in der Khumbu-Region in Nepal, östlich von Namche Bazar und südlich von Tengboche im sogenannten Hinku Himal.
Der Thamserku ist über einen Kamm mit seinem östlichen Nachbarn, der Kantega, verbunden. Beide Berge bilden auf den von Namche Bazar ausgehenden Trekkingrouten ein prominentes südliches Panorama. Von ihrem Zwischenkamm ergießt sich in nordöstliche Richtung der Phungi-Gletscher, der in tieferen Lagen in einen Gletscherbach, den Phungi Khola, übergeht.
Der Berg konnte erstmals im Jahr 1964 durch die Neuseeländer Lynn Crawford, Peter Farrell, John McKinnon, Richard Stewart bestiegen werden.
Den beiden Russen Alexander Gukov und Alexey Lonchinsky gelang 2014 die Erstbesteigung der Südwestwand. Sie wurden für diese Leistung mit dem Piolet d’Or ausgezeichnet.